# Hattie Morahan
Harriet Jane ″Hattie″ Morahan, född 7 oktober 1978 i Lambeth i London, är en brittisk skådespelare. Morahan har spelat roller som Elinor i Förnuft och känsla (2008), Gale Benson i The Bank Job (2008), Alice i Bletchley circle (2014), Ann Kelmot i Mr. Holmes (2015) och Agathe/förtrollerskan i Skönheten och odjuret (2017).

## Filmografi (i urval)
- 2007 – Guldkompassen
- 2007–2012 – Outnumbered (TV-serie)
- 2008 – Förnuft och känsla
- 2008 – The Bank Job
- 2008 – Agatha Christie's Marple (TV-serie)
- 2010 – Från Lark Rise till Candleford (TV-serie)
- 2011 – Kommissarie Lewis (TV-serie)
- 2013 – Morden i Midsomer
- 2014 – Bletchley circle (TV-serie)
- 2015 – Mr. Holmes
- 2016 – Alice i Spegellandet
- 2016 – My Mother and Other Strangers (TV-serie)
- 2017 – Skönheten och odjuret
- 2020 – Enola Holmes